# Titularbistum Suava
Suava ist ein Titularbistum der römisch-katholischen Kirche.
Die in Nordafrika gelegene Stadt war ein alter römischer Bischofssitz, der im 7. Jahrhundert mit der islamischen Expansion unterging. Er lag in der römischen Provinz Numidien.
| Titularbischöfe von Suava |                                   |                                                           |                  |                 |
| Nr.                       | Name                              | Amt                                                       | von              | bis             |
| 1                         | Ernesto Camagni                   | Kurienbischof                                             | 4. Juni 1964     | 14. Juli 1966   |
| 2                         | Plinio Pascoli                    | Weihbischof in Rom (Italien)                              | 5. August 1966   | 22. April 1999  |
| 3                         | Akio Johnson Mutek                | Weihbischof in Torit (Sudan)                              | 18. Mai 1999     | 9. Juni 2007    |
| 4                         | Jesús González de Zárate Salas    | Weihbischof in Caracas, Santiago de Venezuela (Venezuela) | 15. Oktober 2007 | 24. Mai 2018    |
| 5                         | José Tolentino Calaça de Mendonça | Kurienerzbischof                                          | 26. Juni 2018    | 5. Oktober 2019 |
| 6                         | Luis Pérez Raygosa                | Weihbischof in Mexiko-Stadt (Mexiko)                      | 25. Januar 2020  |                 |